# Clunes, Victoria
Clunes är en ort i Australien. Den ligger i kommunen Hepburn och delstaten Victoria, omkring 120 kilometer nordväst om delstatshuvudstaden Melbourne. Clunes ligger 309 meter över havet och antalet invånare är 1 026.
Runt Clunes är det mycket glesbefolkat, med 7 invånare per kvadratkilometer.. Närmaste större samhälle är Creswick, omkring 17 kilometer sydost om Clunes.
Trakten runt Clunes består till största delen av jordbruksmark. Genomsnittlig årsnederbörd är 690 millimeter. Den regnigaste månaden är juli, med i genomsnitt 87 mm nederbörd, och den torraste är januari, med 20 mm nederbörd.